# Marcador genético
Um marcador genético é um gene ou seqüência de DNA com uma localização conhecida em um cromossomo que pode ser usado para identificar indivíduos ou espécies . Pode ser descrita como uma variação (que pode surgir devido a mutação ou alteração nos locais genômicos) que pode ser observada. Um marcador genético pode ser uma sequência curta de DNA, como uma sequência envolvendo uma única alteração de par de bases (polimorfismo de nucleotídeo único), ou longa, como minissatélites (um traço de DNA repetitivo no qual certos motivos de DNA, variando de 10 a 60 pares de bases e são tipicamente repetidos de 5 a 50 vezes). 
Ainda, um Marcador genético  é uma característica que mostra as diferenças entre dois ou mais indivíduos ou organismos. Um marcador genético deve:
1. Ser capaz de diferenciar os progenitores e
2. Ser reproduzido com precisão na progênie.

Do ponto de vista molecular, um marcador genético (ou locus marcador) serve para identificar um local ou uma região de um cromossomo. Um marcador genético ideal deve apresentar uma série de atributos:
1. Alto nível de polimorfismo
2. Estabilidade em diferentes ambientes
3. Detectar grande número de loci não ligados
4. Herança simplesGuerra, Nodari e Stefenon

Por muitos anos, o mapeamento de genes limitou-se a identificar organismos por marcadores de fenótipos tradicionais. Isso incluía genes que codificavam características facilmente observáveis, como tipos de sangue ou formas de sementes.  O número insuficiente desses tipos de características em vários organismos limitou os esforços de mapeamento que poderiam ser feitos. Isso levou ao desenvolvimento de marcadores genéticos que poderiam identificar características genéticas que não são facilmente observáveis em organismos, tal como a variação de proteínas. 

## Os marcadores genéticos moleculares e seus diferentes tipos
Os marcadores moleculares correspondem, basicamente, a uma sequência de nucleotídeos que atua como referência em um cromossomo. O surgimento de novas técnicas de biologia molecular permitiu a utilização de marcadores genéticos capazes de detectar polimorfismos a níveis de DNA. Através da tecnologia dos marcadores moleculares a caracterização genética de diferentes genomas se tornou mais fácil e rápida, e com isso foram surgindo diversas metodologias capazes de utilizar e caracterizar alterações nesses marcadores. Estes marcadores vêm se tornando conhecidos devido as suas vantagens em relação aos demais marcadores genéticos. Entre estas encontram-se: dão uma visão sobre o nível básico de variação que ocorre no DNA, o qual resulta em variação genética; rastreiam todo o genoma; mostram as variações tanto nas regiões codificantes, quanto nas regiões não-codificantes do DNA. Isto faz com que estes marcadores possuam alta informatividade e qualidade em relação aos demais .
Abaixo, segue uma lista com os principais tipos de marcadores moleculares genômicos:
- RFLP (Restriction fragment lenght polymorphism): são fragmentos de DNA obtidos a partir de uma técnica (PCR-RFLP) que consiste na amplificação de uma região do DNA que contém o sítio de restrição de uma enzima de restrição específica. Nesta técnica, primeiramente realiza-se a PCR utilizando primers que amplifiquem a região em questão, depois de amplificada é realizada a incubação com a enzima de restrição responsável pela digestão do sítio. Os fragmentos gerados podem ser separados por eletroforese em gel de agarose (ou poliacrilamida) por tamanho[6]. As principais vantagens desta técnica são codominância de marcadores e sua alta reprodutibilidade. No entanto, a técnica de hibridização é mais laboriosa e mais cara quando comparada a outras técnicas, além de depender de uma grande quantidade de DNA e da qualidade do material a ser analisado (Faleiro, 2007). Esta técnica pode ser utilizada para diagnóstico de doenças, como por exemplo, da anemia falciforme, a qual é caracterizada por uma mutação pontual no gene da globina beta da hemoglobina, com uma substituição de uma adenina por uma timina na vigésima primeira posição, eliminando assim o ponto de restrição da enzima DdeI. [7] Realiza-se a amplificação de uma região com 381 pares de base da região de mutação do gene da globina beta e a incubação com a enzima DdeI que reconhece o sítio C/TNAG (onde N é qualquer um dos quatro nucleotídeos). Ao efetuar a eletroforese, um individuo homozigoto AA apresentará 2 bandas provenientes de 2 fragmentos de tamanhos diferentes (180 pb e 201 pb), um individuo homozigoto TT apresentará apenas 1 banda proveniente do fragmento de 381 pb e um individuo heterozigoto AT possuíra 3 bandas, sendo que duas serão provenientes dos fragmentos gerados pela restrição da enzima no sítio que continha adenina, e uma banda proveniente do sítio que não houve fragmentação (sítio no qual ocorreu mutação) [7].
- Microssatélites (SSRP – Simple Sequence Repeats Polymorphisms): um grupo de marcadores molecular muito utilizados, os quais são caracterizados por unidades muito curtas de sequências repetitivas de nucleotídeos. A obtenção dos marcadores envolve a amplificação de sequências que flanqueiam essas regiões repetidas via PCR, utilizando-se de iniciadores específicos para as regiões que cercam os microssatélites. Eles são altamente polimórficos e amplamente utilizados para estudos relacionados à ancestralidade devido a sua alta reprodutibilidade e fácil execução. Em contrapartida, o desenvolvimento de iniciadores específicos possui alto custo, quando eles não estão descritos para determinada espécie (Faleiro, 2007).
- RAPD (Random Amplified Polymorphic DNA): são fragmentos de DNA amplificados ao acaso pela PCR utilizando iniciadores curtos de sequência aleatória (Williams, 1990). As vantagens desta técnica são a simplicidade, baixo custo e rapidez para obtenção dos marcadores, a necessidade de quantidades mínimas de DNA, além da possibilidade de trabalhar com qualquer espécie, uma vez que não há necessidade de uma biblioteca de sondas para o desenvolvimento da técnica. Entretanto, a técnica detecta polimorfismo em apenas um par de bases, não diferenciando locos em heterozigose dos locos em homozigose e possui baixa reprodutibilidade, principalmente quando as condições experimentais não estão bem padronizadas (Faleiro, 2007).
- SNPs (single nucleotide polymorphism): são marcadores moleculares capazes de detectar mutações e polimorfismos através de alterações de uma única base no genoma. Podem ser caracterizados como marcadores moleculares quando ocorrem em mais de 1% da população, pois quando essas variações são relatadas com uma frequência menor que este valor, então é considerado apenas como mutações pontuais. Os polimorfismos de sequência nucleotídica são fontes abundantes de variação genética e, por serem estáveis do ponto de vista evolutivo, estes marcadores são muito interessantes para estudos filogenéticos de evolução dentro da espécie. A principal vantagem dos SNPs, em comparação a outros marcadores, é a possibilidade de detecção de diferentes alelos para genes de interesses. No entanto, a técnica envolvida exige um alto custo nas etapas necessárias ao sequenciamento dos diferentes fragmentos do DNA de interesse, feito em grande escala (Faleiro, 2007).
- AFLP (Amplified Fragment Lenght Polymorphism): Através de digestão com enzimas de restrição do DNA, são formados fragmentos que podem medir de 80 a 500 pares de base. Esta técnica se baseia na ligação destes fragmentos à oligonucleotídeos adaptadores que, posteriomente, são amplificados em uma reação de PCR. As AFLPs são capazes de geral um grande número de polimorfismos por reação, sendo assim muito vantajoso em relação ao RFLP, por exemplo. Porém, esta tecnologia apresenta custo muito elevado e é tecnicamente é bem trabalhoso, devido ao grande número de etapas e reagentes utilizados (Faleiro et al., 2001).
- CAPS (Cleaved Amplified Polymorphic Sequence): São fragmentos de DNA obtidos a partir de uma reação de PCR utilizando primers específicos, seguida por uma digestão com enzimas de restrição, sendo também chamado de PCR-RFLP (Hela et al., 2004). Devido sua tecnologia de abordagem, esta técnica se mostrou muito vantajosa para análises de codominância, além de apresentar alta reprodutibilidade. Porém, para que seja realizada esta técnica é necessário que a sequência de DNA seja previamente conhecida, pois necessita de primers específicos (Faleiro, 2007).
- ISSR (Inter Simple Sequence Repeats): Produzido a partir dos microssatélites, estes marcadores consistem em fragmentos de DNA amplificados através da PCR, tendo como primer uma sequência de um microssatélite conhecido. Esta tecnologia possui é capaz de identificar muitos polimorfismos, pois amplifica um grande número de produtos com tamanhos diferentes, sendo que a dominância entre os marcadores se torna uma grande desvantagem para esta técnica (Godwin et al., 1997).
- SSCP (Single-Strand Conformation Polymorphism): Descrito por Hayashi (1992), e se baseia na obtenção de uma fita simples de DNA proveniente de uma prévia amplificação de uma sequência específica amplificada pela PCR. Como grande vantagem desta técnica está a necessidade de pouco DNA, porém, esta tecnologia depende uma alta padronização para que seja reprodutível.

Os marcadores genéticos moleculares podem ser divididos em duas classes: a) marcadores bioquímicos que detectam variações no nível do produto gênico, como alterações em proteínas e aminoácidos e b) marcadores moleculares que detectam variações no nível do DNA, como alterações nos nucleotídeos: deleção, duplicação, inversão e/ou inserção. Os marcadores podem exibir dois modos de herança, isto é, dominante/recessivo ou codominante. Se o padrão genético de homozigotos puder ser distinguido daquele de heterozigotos, então um marcador é considerado codominante. Geralmente, os marcadores codominantes são mais informativos do que os marcadores dominantes. 

## Marcadores mitocondriais e Códigos de barras de DNA
Algumas regiões do DNA mitocondrial que servem como marcadores genéticos, principalmente sequências que se encontram nas regiões controle (D-loop ou região hipervariável), dos genes do citocromo B (MT-CYB) e da citocromo C oxidase I (MT-CO1), que são usadas, principalmente, para identificar e catalogar espécies, discriminar subespécies, estudar evolução, caracterização de raças de espécies e etc. (Meadows et al, 2005). Um projeto internacional interessante conhecido como “DNA BARCODING OF LIVE”, que teve início pelo objetivo de gerar sequências de aproximadamente 648 pb do gene mitocondrial citocromo C oxidase, subunidade 1 (COI) como ferramenta auxiliar em filogenética e catalogação da biodiversidade. Esses códigos de barras baseados nas sequencias de mtDNA são excelentes ferramentas para identificação de espécies, pois o gene COI está presente em quase todos os organismos eucariotos, além de serem bastantes conservados em diversos genomas e possuem uma diferenciação entre espécies que apresentam um padrão de sequência barcode espécie-específicos (Rubinoff et al,2006).
O DNA mitocondrial cinetoplastida, também chamado de kDNA é encontrado em protozoários, como por exemplo, Trypanosoma cruzi e Leishmania sp (Grimald & Tesh, 1993; Klingbeil & Englund, 2004). E alguns estudos atribuídos ao kDNA visam investigar o processo de evolução gênica, e de que forma essa evolução está influenciando para a ocorrência de uma maior variabilidade genética entre os protozoários. (Simonson et al, 2005).

### Outros marcadores genéticos
Historicamente, o princípio da utilização de marcadores genéticos foi baseado no dogma central da biologia molecular, no princípio da replicação do DNA, e na pressuposição de que estes marcadores refletem alterações nas sequências do DNA podendo muitas vezes resultar em diferenças fenotípicas. A partir disto, dados morfológicos e bioquímicos também servem como marcadores genéticos. 
Os marcadores morfológicos são descritos como características fenotípicas, como altura (poligenes) e cor (oligogenes), controladas por um lócus conhecido do DNA e cuja expressão é reproduzível em diversos ambientes. Estes marcadores são manifestações visíveis dos genes em questão, porém, nem sempre apenas um gene é responsável pelo determinado marcador e muitas vezes estes são influenciados pelo meio em que se encontram, sendo assim, acabam não demonstrando a composição genética real. Também não é possível analisar regiões do DNA não-codificantes, as quais representam a maior parte do DNA. A utilização de marcadores morfológicos é muito importante para a compreensão do ciclo de vida de diferentes organismos, para estudos de evolução e para delimitação de espécies. Além disso, este tipo de marcador contribuiu significativamente para a elaboração das primeiras versões de mapas genéticos (Boratyński et al, 2012; Kaplan, 2001). Também são muito utilizados para melhoramento de plantas, sendo selecionadas plantas com características fenotípicas desejáveis . 
Já os marcadores bioquímicos são divididos em dois grupos: Isoenzimas e Aloenzimas. Em geral, estes marcadores são caracterizados por uma alteração na sequência de aminoácidos, ou na ordem desses aminoácidos, que compõem a estrutura primária dessa proteína, e isso pode ocorrer devido a alterações genéticas ou epigenéticas. As isoenzimas são proteínas codificadas por um par de alelos situados em diferentes lócus, e as aloenzimas são proteínas codificadas por um par de alelos pertencentes ao mesmo lócus. Estes podem ser úteis na distinção de indivíduos através da separação de proteínas pelo ponto isoelétrico e massa molecular. No entanto, a utilização destes marcadores pode apresentar algumas limitações, dependendo do objetivo do estudo ou atividade. As principais desvantagens envolvem a necessidade de uma maior quantidade de marcadores para amostrar adequadamente todo o genoma, o reduzido número de sistemas enzimáticos polimórficos, além da influência do tipo de tecido nas atividades enzimáticas (Neale, 2007; Faleiro, 2007). Estes marcadores superam uma das limitações encontrada pelos marcadores fenotípicos. Pelo fato de as proteínas/aloenzimas serem bastante estáveis e sofreram mudanças mínimas em relação ao ambiente que se encontram, estas são consideradas melhores marcadores quando comparadas aos anteriores. Entretanto, assim como para o marcador anterior, apresentam polimorfismos apenas em regiões do DNA que são codificantes .
Outro marcador genético existente é baseado no padrão de bandas existentes em um cromossomo, pois, estes não se apresentam de maneira uniforme ao longo de seu comprimento e cada par possui um padrão de bandas característico. As técnicas de bandeamento cromossômico expandiu o conhecimento sobre citogenética e a sua primeira aplicação se deu no pareamento cromossômico. As técnicas de bandeamento cromossômico se dão por meio de corantes que coram seletivamente o DNA e cada par cromossômico é individualmente identificado de acordo com as posições de suas bandas (banda G, banda Q, banda R, banda C, banda T, FISH, e banda NOR) (Guerra, 1988).

## Características de um bom marcador genético
Ao trabalhar com marcadores genéticos, a seleção destes deve ser bastante criteriosa, e algumas características são essenciais para que haja a certeza de que seu marcador seja considerado um bom marcador. Dentre elas, destacam-se (Neale, 2007):
- Reprodutibilidade: Seu experimento com determinado marcador deve ser capaz de ser reproduzido em qualquer laboratório ou por qualquer pessoa habilitada a realizá-lo.

- Polimórfico: Apresentar variação é essencial para que determinado marcador genético seja considerado bom, sendo que se deve levar em consideração a metodologia utilizada e sua sensibilidade em identificar essas variações.

- Codominância: de acordo com a aplicação escolhida, é importante que a tecnologia empregada seja capaz de diferenciar os homozigotos dos heterozigotos.

- Alta discriminação: o marcador genético tem que ser capaz de diferenciar indivíduos geneticamente próximos.

- Distribuição uniforme ao longo do genoma: Quanto maior a distribuição e detecção ao longo do genoma, melhor é a avaliação do polimorfismo.

- Discriminação: Capacidade de detectar diferenças entre indivíduos estreitamente relacionados.

- Aplicabilidade: O marcador precisa ser capaz de detectar, de maneira fácil e rápida, um grande número de indivíduos.

## Aplicabilidade
Com o avanço da genética somado ao avanço da biologia molecular, tornou-se então possível a aplicação de marcadores genéticos para a detecção de diversas desordens alélicas e estudos de variabilidade genética, através das diversas áreas e subáreas a seguir (Hajibabaei et al, 2007; Davey et al, 2011; Murgia et al, 2006):
- Estudos de Doenças hereditárias;
- Estudos Moleculares;
- Estudos de Ancestralidade;
- Estudos de Polimorfismo;
- Estudos de Filogenética;
- Estudos de Taxonomia;
- Estudos de Botânica (melhoramento genético de plantas);
- Medicina Veterinária (principalmente em estudos de doenças genéticas em cães e gatos); 
Marcadores genéticos podem ser usados para estudar a relação entre uma doença hereditária e sua causa genética, por exemplo, uma mutação específica de um gene que resulta em uma proteína defeituosa. Sabe-se que pedaços de DNA que ficam próximos uns dos outros em um cromossomo tendem a ser herdados juntos. Essa propriedade permite o uso de um marcador, que pode então ser usado para determinar o padrão preciso de herança do gene que ainda não foi localizado exatamente. 
Marcadores genéticos são empregados em testes de DNA genealógico para genealogia genética para determinar a distância genética entre indivíduos ou populações. Marcadores uniparentais (no DNA mitocondrial ou cromossômico Y ) são estudados para avaliar linhagens maternas ou paternas . Marcadores autossômicos são usados para todos os ancestrais. 
Os marcadores genéticos devem ser facilmente identificáveis, associados a um ponto (locus) específico e altamente polimórficos, pois os homozigotos não fornecem nenhuma informação. A detecção do marcador pode ser direta por sequenciamento de RNA, ou indireta por meio de aloenzimas. 
Alguns dos métodos usados para estudar o genoma ou filogenética são RFLP (polimorfismo do comprimento do fragmento de restrição), AFLP (polimorfismo de comprimento de fragmento amplificado), RAPD (amplificação aleatória de DNA polimórfico), SSR (ou repetição de sequência simples ). Eles podem ser usados para criar mapas genéticos de qualquer organismo que esteja sendo estudado. 
Houve um debate sobre o que era o agente transmissível do TVCT (tumor venéreo transmissível canino). Muitos pesquisadores levantaram a hipótese de que partículas semelhantes a vírus foram responsáveis por transformar a célula, enquanto outros pensaram que a própria célula era capaz de infectar outros caninos como um aloenxerto . Com a ajuda de marcadores genéticos, os pesquisadores conseguiram fornecer evidências conclusivas de que a célula tumoral cancerígena evoluiu para um parasita transmissível. Além disso, marcadores genéticos moleculares foram usados para resolver a questão da transmissão natural, a raça de origem ( filogenética ) e a idade do tumor canino. 
Marcadores genéticos também têm sido usados para medir a resposta genômica à seleção no gado. A seleção natural e artificial leva a uma mudança na composição genética da célula. A presença de diferentes alelos devido a uma segregação distorcida nos marcadores genéticos é indicativa da diferença entre gado selecionado e não selecionado. 